# Leaderregion Südliches Waldviertel-Nibelungengau

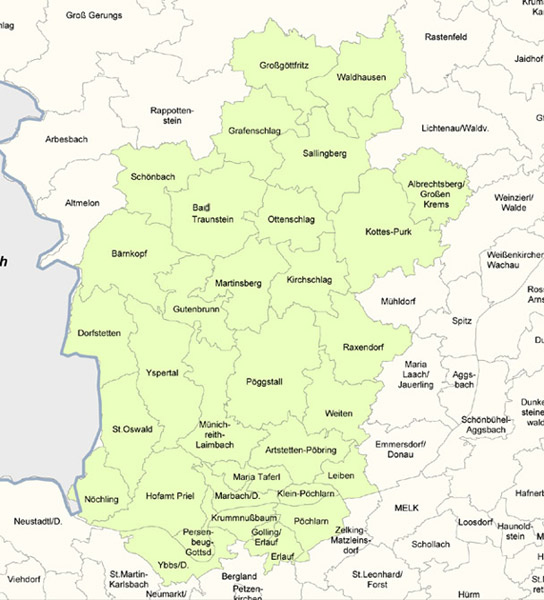
Karte der Leaderregion Südliches Waldviertel-Nibelungengau

Die Leaderregion Südliches Waldviertel-Nibelungengau ist eine von 86 Leaderregionen in Österreich und trägt dazu bei, das LEADER-Programm zu unterstützen. In dieser Leaderregion arbeiten 33 Gemeinden zusammen und erarbeiten und setzen gemeinsame Impulsprojekte zur Entwicklung der Region um. Die beteiligten Gemeinden kooperieren dazu in drei strategischen Aktionsfeldern.

## Geschichte
Im Jahr 2001 entschlossen sich 13 Gemeinden des südlichen Waldviertels, sich zum Zweck der regionalen Entwicklung zusammenzuschließen. Grund  war eine stark rückläufige Einwohnerentwicklung und eine drastische Änderung des Lebens im ländlichen Raum, da zunehmend weniger Menschen in der Landwirtschaft arbeiteten. Weiters erfolgte eine immer stärker werdende Abwanderung in die benachbarten  Ballungsräume. Die ersten Ziele waren die Bündelung der Kräfte und eine gemeinsame Finanzierung von Pilotprojekten. Nach den ersten Aktivitäten wurden die Gemeinden auf diverse Regionalförderprogramme aufmerksam, dementsprechend folgten die ersten Aktionen. Dazu zählten unter anderem das Projekt Stahlkraft Moor, das sich auf ein natürliches Moorvorkommen zurückführen lässt, sowie die Projekte  Anrufsammeltaxi und Betreutes Wohnen im südlichen Waldviertel. Durch die regionale Entwicklungsarbeit wurde der Vorstand der Region auf das LEADER-Programm aufmerksam. Nach der Bewerbung und Genehmigung als Leaderregion konnte im Jahr 2002 die Projektanzahl wesentlich erhöht werden, da ein professionelles Management eingerichtet wurde.
Eine wesentliche Bedeutung hat die regionale Entwicklungsstrategie (LES). In dieser werden die Entwicklungsmöglichkeiten und Potentiale der Region herausgearbeitet. Dabei wurde festgestellt, dass es für die Region mit den vorhandenen Budgetressourcen nur drei Bereiche (Strategische Säulen) gibt, in denen eine Entwicklung größtmögliche Synergieeffekte (Schaffung von Arbeitsplätzen, Aufbau von Kooperationen und Nutzung regionaler Ressourcen) ermöglicht. Derzeit befindet sich die Region in der zweiten Strukturfondsperiode 2007–13, die strategischen Planungen für die nächste Periode 2014–20 laufen bereits.

## LEADER-Programm
Leader ist französisch und bedeutet so viel wie Entwicklung der ländlichen Regionen. Das Spezielle am LEADER-Programm ist, dass sämtliche Entscheidungen im Rahmen der Ausarbeitung und Umsetzung im sogenannten Regionsparlament (oder Lokale Arbeitsgruppe LAG) getroffen werden. In diesem sind Gemeinden, Unternehmer, Interessensvertreter sowie Land- und Forstwirte vertreten. Das LAG stimmt über jedes geplante Projekt ab und prüft, ob dieses der ländlichen Entwicklungsstrategie entspricht. Nach dem Beschluss wird das Projekt unmittelbar an die zuständige Landesstelle weitergeleitet, von welcher nach positiver Prüfung der eingereichten Unterlagen die Fördervereinbarung ausgestellt wird. Einen positiven Beschluss vorausgesetzt kann das jeweilige Projekt mittels LEADER-Programm kofinanziert werden.

## Strategische Säulen
In mehr als 100 Workshops in der Region wurden die Wünsche und Bedürfnisse der Bevölkerung herausgearbeitet sowie Ressourcen und Potentiale erhoben. Durch die ländliche Entwicklungsstrategie wurden die Ergebnisse aus den Workshops und die wissenschaftlichen Analysen in Aktionsfeldern zusammengefasst. Dadurch konnten drei strategische Säulen definiert werden, durch die eine positive Wirkung in der Region erwartet wird. 

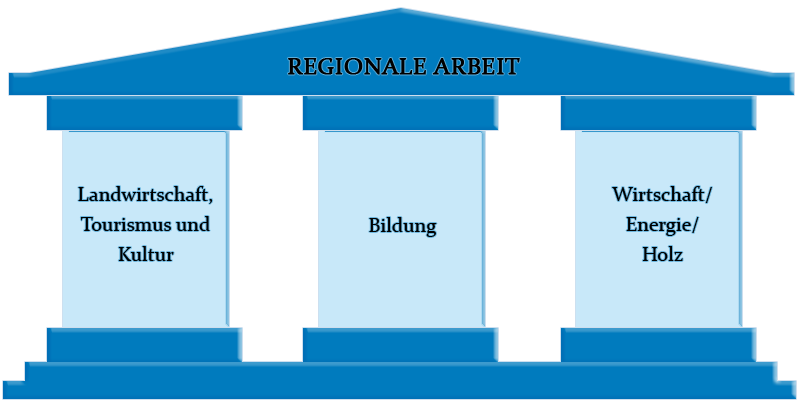
Strategische Säulen – Leaderregion Südliches Waldviertel-Nibelungengau

### Landwirtschaft, Tourismus und Kultur
Das Waldviertel als Tourismusdestination zählt zu den bekanntesten Österreichs (Platz 6, Jahr 2012). Da in der Region authentischer Tourismus betrieben wird, spielt die Landschaft eine tragende Rolle. Diese ist von der Landwirtschaft geprägt. Die regionale Landwirtschaft liefert auch ihre Produkte zu den touristischen Betrieben. Verbunden mit kulturellen Angeboten entsteht in der Region ein ausgewogenes Angebot.

### Bildung
Bildungsangebote in nächster Nähe sind ein wesentlicher Anreiz für Menschen nicht abzuwandern. Durch das Schaffen von Kooperationen im Bildungsbereich können die Ausreisebewegungen aus der Region im Bildungsbereich reduziert werden.

### Wirtschaft / Energie / Holz
Die Themen Energie und Holz sind zukunftsweisend und schaffen ebenso Arbeitsplätze in der Region. Als übergreifende Themen wurden U40 (Jugend) und Gender-Mainstreaming definiert. Diese erstrecken sich aufgrund einer besseren Nachhaltigkeit der regionalen Arbeit (Leaderprojekte) über alle drei Aktionsfelder.

## Mitgliedsgemeinden
| - Albrechtsberg - Artstetten-Pöbring - Bad Traunstein - Bärnkopf - Dorfstetten - Erlauf - Golling a. d. Erlauf - Großgöttfritz - Grafenschlag - Gutenbrunn - Hofamt Priel | - Kirchschlag - Klein-Pöchlarn - Kottes-Purk - Krummnußbaum - Leiben - Marbach a. d. Donau - Maria Taferl - Martinsberg - Münichreith-Laimbach - Nöchling - Ottenschlag | - Persenbeug-Gottsdorf - Pöchlarn - Pöggstall - Raxendorf - Sallingberg - Sankt Oswald - Schönbach - Waldhausen - Weiten - Ybbs a. d. Donau - Yspertal |